# Sophie Ferguson
Sophie Ferguson (Sydney, 19 maart 1986) is een voormalig professioneel tennisspeelster uit Australië. Zij begon met tennis toen zij zes jaar oud was. Haar favoriete ondergrond is gravel. Zij speelt rechtshandig. In 2002 speelde zij haar eerste ITF-toernooi in Australië. In 2004 debuteerde zij op het Australian Open op een grandslamtoernooi. Zij was actief in het proftennis van 2002 tot en met 2012.

## Posities op deWTA-ranglijst
Positie per einde seizoen:
| jaar | rang enkelspel | rang dubbelspel |
| ---- | -------------- | --------------- |
| 2011 | 278            | 228             |
| 2010 | 120            | 290             |
| 2009 | 141            | 261             |
| 2008 | 308            | 342             |
| 2007 | 159            | 152             |
| 2006 | 212            | 196             |
| 2005 | 264            | 289             |
| 2004 | 268            | 543             |
| 2003 | 675            | 813             |

## Resultaten grandslamtoernooien
| Legenda | Legenda                          |
| ------- | -------------------------------- |
| g.t.    | geen toernooi gehouden           |
| l.c.    | lagere categorie                 |
| –       | niet deelgenomen                 |
| G       | uitgeschakeld in de groepsfase   |
| 1R      | uitgeschakeld in de eerste ronde |
| 2R      | uitgeschakeld in de tweede ronde |
| 3R      | uitgeschakeld in de derde ronde  |
| 4R      | uitgeschakeld in de vierde ronde |
| KF      | uitgeschakeld in de kwartfinale  |
| HF      | uitgeschakeld in de halve finale |
| F       | de finale verloren               |
| W       | het toernooi gewonnen            |
| w-v     | winst/verlies-balans             |

### Enkelspel
| Toernooi        | 2004 | 2005 | 2006 | 2007 | 2008 |    | 2010 | 2011 |
| --------------- | ---- | ---- | ---- | ---- | ---- | -- | ---- | ---- |
| Australian Open | 1R   | 2R   | 1R   | 1R   | 1R   | –  | 1R   |      |
| Roland Garros   | –    | 1R   | –    | –    | –    | 2R | –    |      |
| Wimbledon       | –    | –    | –    | –    | –    | –  | –    |      |
| US Open         | –    | –    | –    | –    | –    | 1R | –    |      |

### Vrouwendubbelspel
| Toernooi        | 2004 | 2005 | 2006 | 2007 | 2008 | 2009 | 2010 | 2011 |
| --------------- | ---- | ---- | ---- | ---- | ---- | ---- | ---- | ---- |
| Australian Open | 1R   | 1R   | 2R   | 1R   | 1R   | 1R   | 1R   | 2R   |
| Roland Garros   | –    | –    | –    | –    | –    | –    | –    | –    |
| Wimbledon       | –    | –    | –    | –    | –    | –    | –    | –    |
| US Open         | –    | –    | –    | –    | –    | –    | –    | –    |